# 청화운수
청화운수(淸和運輸)는 서울특별시의 마을버스회사이며, 사무실과 차고지는 서울특별시 서초구 헌릉로 210 (내곡동) 에 있다.

## 역사
본래 업체명은 내곡교통이었으며, 이후 운석운수로 바꾸었다가 2009년 다시 청화운수로 바꾸었다.

## 보유노선
- ● 서초09번 : 헌인가구단지 ↔ 강남역 (구 서초마을 08번)

## 보유 차종
- 자일대우버스: NEW BS090
- 우진산전: 아폴로 900
- 현대자동차: 그린시티